# Edmond Nicolas Laguerre
Edmond Nicolas Laguerre (Bar-le-Duc, 9 aprile 1834 – Bar-le-Duc, 14 agosto 1886) è stato un matematico francese, oggi noto soprattutto per l'introduzione dei polinomi che portano il suo nome.

## Biografia
Laguerre fin dalla giovinezza ha una salute cagionevole che ostacola le sue attività. Entra all'École Polytechnique di Parigi nel 1852 e ottiene una laurea nel 1854. A questo punto sceglie la carriera militare e dal 1854 al 1864 come ufficiale di artiglieria viene distaccato a Mutzig, vicino a Strasburgo, presso una fabbrica di armamenti. In questo periodo riesce a continuare studi matematici e nel 1864 riesce a tornare come tutore all'École Polytechnique; qui rimane quasi fino alla morte. Anche grazie all'appoggio di Joseph Bertrand, viene eletto all'Academie des Sciences e nel 1883 ottiene la cattedra di Fisica matematica al Collège de France. Nel 1886 però la sua cattiva salute lo induce a dimettersi e a ritirarsi a Bar-le-Duc; qui muore solo sei mesi più tardi.
Laguerre ha scritto 140 memorie che sono state pubblicate sui migliori periodici del suo tempo. I suoi migliori risultati hanno riguardato vari aspetti della geometria e dell'analisi. Egli però viene ricordato soprattutto per l'introduzione dei polinomi che portano il suo nome.
Le sue opere complete sono state pubblicate in due volumi del 1898 e nel 1905, a cura di Charles Hermite, Henri Poincaré ed Eugène Rouché.

## Opere
- Oeuvres de Laguerre publ. sous les auspices de l'Académie des sciences par MM. Ch. Hermite, H. Poincaré et E. Rouché (Paris, 1898-1905)